# II Most Wanted
«II Most Wanted» (с англ. — «Пара самых разыскиваемых») — песня американских певиц Бейонсе и Майли Сайрус. Она была выпущена 2 апреля 2024 года на лейбле Parkwood Entertainment и Columbia Records в качестве третьего сингла с восьмого студийного альбома Бейонсе Cowboy Carter и содержит интерполяцию песни «Landslide» (1975) группы Fleetwood Mac. Трек в стиле кантри и поп-рок, Бейонсе и Сайрус написали «II Most Wanted» вместе с Райаном Теддером и Майклом Поллаком, а спродюсировали его вместе с Поллаком и Шоном Эвереттом. Дополнительное продюсирование, акустическую гитару и клавишные обеспечил Джонатан Радо из группы Foxygen, а на электрогитаре сыграл Адам Грандусиел из инди-рок группы War on Drugs.
Песня получила признание музыкальных критиков, назвавших её одним из лучших треков альбома, и победила в номинации «Лучшее выступление кантри-дуэта/группы» на 67-й ежегодной церемонии вручения премии «Грэмми». В коммерческом плане «II Most Wanted» стала 23-й песней Бейонсе и 13-й песней Сайрус, попавшей в десятку лучших в Billboard Hot 100. Песня также дебютировала на втором месте в рейтинге Hot Country Songs, став третьей для Бейонсе и второй для Сайрус в этом чарте.

## История
Бейонсе Ноулз и Сайрус ранее сотрудничали в работе над песней «Just Stand Up!» (2008) в рамках благотворительной супергруппы Artists Stand Up to Cancer. 28 марта 2024 года певица представила песню и совместную работу как часть своего студийного альбома Cowboy Carter. После релиза Сайрус написала в Твиттере слова, чтобы выразить своё восхищение Бейонсе, которое только усилилось в процессе совместного создания песни.

## Композиция
Название «II Most Wanted» — это отсылка к их статусу в музыкальной индустрии. В «твенговом, даунтемповом дуэте» обе певицы «смешивают свои отличительные голоса», обмениваясь репликами и гармонируя друг с другом. В нём присутствуют «упрощённые вокальные прогоны» Сайрус и более «бурные разрывы» Ноулз, сопровождаемые инструментальной смесью «кантри с заднего крыльца» и «поп-рока» в духе Fleetwood Mac. Хотя Бейонсе подтвердила, что все треки Cowboy Carter были вдохновлены фильмами, «II Most Wanted» также ссылается на дружбу или «более романтическую любовь». Встреча со своим любимым человеком изменила их жизнь, и они хотят «быть рядом с ним». Лирическое содержание также связано с темой партнёрства «ехать или умереть», напоминающей о таких фильмах, как «Тельма и Луиза» (1991) и «Бонни и Клайд» (1967). Заметным мотивом в треке является использование «ковбойских образов».

## Отзывы
Бриттани Спанос из Rolling Stone назвала песню «II Most Wanted» лучшей совместной работой в альбоме Cowboy Carter и «главным событием в карьере» обоих певцов. Она сравнила личности Бейонсе и Сайрус с Бутчем Кэссиди и Сандэнсом Кидом, соответственно, и похвалила то, как их голоса «слились друг с другом, а не боролись за внимание».
Кайл Денис из Billboard назвал «II Most Wanted» третьим лучшим треком в альбоме, похвалив их «дымчатые тона», которые «прекрасно сочетаются». Денис считает, что оба артиста находятся на «пике своих сил», и каждый их стилистический выбор — это «хоум-ран» (полный успех, «в яблочко»). Они вызывают «ощущение эмоциональной серьёзности», благодаря чему песня кажется «гораздо более напряжённой».
Мэри Сироки из Consequence назвала песню «одним из самых простых треков на альбоме», описав её как «немного траурную и ностальгическую, признающую вечно текущий ход времени и нашу неспособность остановить его».

## Награды и номинации
| Организация                    | Год  | Категория                          | Результат | Ссылка |
| ------------------------------ | ---- | ---------------------------------- | --------- | ------ |
| People's Choice Country Awards | 2024 | The Crossover Song of 2024         | Номинация | [ 14 ] |
| Grammy Awards                  | 2025 | Best Country Duo/Group Performance | Победа    | [ 15 ] |

## Коммерческий успех
Песня дебютировала под десятым номером в Billboard Global 200, став третьим хитом в Топ-10 этого чарта для Бейонсе после «Break My Soul» (2022) и «Texas Hold 'Em» (2024), а для Сайрус — вторым после «Flowers» (2023).
В США песня «II Most Wanted» дебютировала на 6-м месте в Billboard Hot 100, став в его лучшей десятке 23-й для Бейонсе и 13-й для Сайрус. Песня также стала третьим хитом в Топ-10 с альбома Cowboy Carter, попав в чарт одновременно с «Texas Hold 'Em» и «Jolene». Эти три песни также заняли три верхние позиции в Hot Country Songs, причём «II Most Wanted» стала второй, сделав Бейонсе первой исполнительницей, добившейся этого.
Песня «II Most Wanted» дебютировала на девятом месте в британском чарте синглов UK Singles Chart 5 апреля 2024 года, став одной из трёх песен из альбома Cowboy Carter, вошедших в первую десятку на той неделе. Одновременный дебют в первой десятке кавера Бейонсе на песню «Jolene» довёл количество топ-10 синглов в Великобритании для Бейонсе до 24, а для Сайрус — до 9.

## Чарты
| Чарт (2024—2025)                    | Высшая позиция |
| ----------------------------------- | -------------- |
| Австралия (ARIA)                    | 16             |
| Австрия (Ö3 Austria Top 40)         | 55             |
| Канада (Billboard Canadian Hot 100) | 17             |
| Канада (Billboard CHR/Top 40)       | 25             |
| Канада (Billboard Hot AC)           | 36             |
| Дания (Tracklisten)                 | 27             |
| Мир (Billboard Global 200)          | 10             |
| Исландия (Plötutíðindi)             | 27             |
| Ирландия (IRMA)                     | 13             |
| Литва (AGATA)                       | 58             |
| Нидерланды (Single Top 100)         | 27             |
| Новая Зеландия (Recorded Music NZ)  | 17             |
| Новая Зеландия (Hot Singles, RMNZ)  | 1              |
| Норвегия (VG-lista)                 | 23             |
| Португалия (AFP)                    | 25             |
| Швеция (Sverigetopplistan)          | 24             |
| Швейцария (Schweizer Hitparade)     | 20             |
| Великобритания (OCC UK Singles)     | 9              |
| США (Billboard Hot 100)             | 6              |
| США (Billboard Adult Pop Airplay)   | 18             |
| США (Billboard Hot Country Songs)   | 2              |
| США (Billboard Pop Airplay)         | 19             |
| США (Billboard Rhythmic)            | 33             |

## Сертификации
| Регион                                                                      | Сертификация | Продажи |
| --------------------------------------------------------------------------- | ------------ | ------- |
| Бразилия (ABPD)                                                             | Платиновый   | 40 000  |
| Канада (Music Canada)                                                       | Золотой      | 40 000  |
| США (RIAA)                                                                  | Золотой      | 500 000 |
| Данные о продажах + прослушиваниях приведены только на основе сертификации. |              |         |